# غراهام ماكغي
غراهام ماكغي (بالإنجليزية: Graham McGhee)‏ (24 سبتمبر 1981 في المملكة المتحدة - ) هو لاعب كرة قدم بريطاني في مركز الدفاع. لعب مع نادي كلايد ونادي ستيرلينغشير الشرقية وLesmahagow F.C. ‏ ونادي ألبيون روفرز.

## وصلات خارجية
- غراهام ماكغي على موقع Soccerbase.com (لاعب) (الإنجليزية)